# Chiesa dei Santi Michele e Silvestro
La chiesa dei Santi Michele e Silvestro è un edificio sacro situato a Travale, nel comune di Montieri, in provincia di Grosseto.

## Storia e descrizione
La pieve risale al Trecento e ha una facciata a conci di marmo e gabbro, alternati, in modo da creare un vivace effetto di bicromatismo. 
Nell'interno, caratterizzato dalla consueta navata unica e dalla copertura a capriate a vista, sono due altari a edicola e nicchia in marmo e stucchi. Sulla parete sinistra si conserva un Crocifisso del XIII secolo. La chiesa è collegata, attraverso un'arcata interna, alla chiesetta della Compagnia.
A fine anni novanta la chiesa è stata oggetto di un restauro conservativo su progetto dell'architetto Antonio Cappelli di Grosseto, che ha interessato le principali membrature murarie, la copertura, la facciata principale.